# دی پونت
دی پونت (به هلندی: De Punt) یک منطقهٔ مسکونی در هلند است که در تینارلو واقع شده‌است. دی پونت  c نفر جمعیت دارد.